# Estação Nopalera
A Estação Nopalera é uma das estações do Metrô da Cidade do México, situada na Cidade do México, entre a Estação Zapotitlán e a Estação Olivos. Administrada pelo Sistema de Transporte Colectivo, faz parte da Linha 12.
Foi inaugurada em 30 de outubro de 2012. Localiza-se no cruzamento da Avenida Tláhuac com a Rua Salvador Díaz Mirón e a Rua General Manuel M. Flores. Atende os bairros La Nopalera e Santa Ana Zapotitlán, situados na demarcação territorial de Tláhuac. A estação registrou um movimento de 5.888.690 passageiros em 2016.
A estação recebeu esse nome por estar situada no bairro de Nopalera. O bairro possui esse nome pois na região existiam algumas fazendas que normalmente ficavam cobertas de cactos.
Em suas imediações se localiza o Hotel Tlahuac, além do Centro de Enseñanza, Investigación y Extensión en Producción Avícola da Universidad Nacional Autónoma de México.

## História
A estação foi projetada para ser uma das estações que atenderia a Linha 12 do Metrô da Cidade do México. As obras se iniciaram em 23 de setembro de 2008 após vários adiamentos. Enfim, foi inaugurada em 30 de outubro de 2012 junto com as outras estações da Linha 12.
Porém, no dia 12 de março de 2014, a estação foi fechada devido a falhas estruturais no viaduto que conecta as estações elevadas da Linha 12. Foi reinaugurada no dia 29 de novembro de 2015, após mais de um ano e meio fora de serviço.